# Lats
 (juillet 2025).
Si vous disposez d'ouvrages ou d'articles de référence ou si vous connaissez des sites web de qualité traitant du thème abordé ici, merci de compléter l'article en donnant les références utiles à sa vérifiabilité et en les liant à la section « Notes et références ».
Pour les articles homonymes, voir Lat.

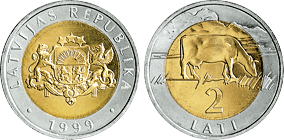
Pièce de 2 lats.

Le lats (code ISO 4217 LVL ; abréviation Ls) était l'unité monétaire de la République de Lettonie du 3 août 1922 au 31 décembre 2013 (sans l'interruption soviétique). Le lats était divisé en 100 santims.

## Taux de conversion
Le lats est lié à l’euro depuis le 1er janvier 2005 : 1 euro = 0,702 804 LVL.  
Le mécanisme de taux de change européen prévoyait de maintenir ce taux de change avec une marge de 15 % (maintenu à 1 % par la Banque de Lettonie). Le lats a été officiellement remplacé par l'euro le 1er janvier 2014, après décision formelle du Conseil de l'Union à l'été 2013.

## Histoire du lats letton
État récent, à l’histoire assez tourmentée, la République de Lettonie ne naît qu'en 1918, lorsque les provinces russes de Livonie et de Courlande, occupées par l’Allemagne, proclament leur indépendance. Occupée par l’URSS en 1940, la Lettonie devient une République soviétique et ne recouvre sa souveraineté qu’en 1990.

### La république de 1918 jusqu'à laSeconde Guerre mondiale
Après la proclamation de la République en 1918, de nombreuses devises étaient en circulation (roubles, marks, Reichsmarks allemands, les prétendus roubles et kopecks du tsar, la prétendue monnaie de la Douma ainsi que des kerenkas de même que des billets émis par différentes villes). Le 11 décembre 1918, le ministre des Finances fixe un taux de change officiel pour les devises en circulation, reconnaissant ce faisant trois devises comme ayant cours légal, dont aucune n'est monnaie nationale.
Le 22 mars 1919, le gouvernement provisoire de Lettonie autorise le ministre des Finances à émettre les premiers billets du Trésor. Ils sont dénommés roubles et kopecks de Lettonie. Ces émissions marquent la naissance d'un système monétaire letton indépendant bien que des monnaies allemandes et russes continuent à avoir cours légal en Lettonie.
Le 3 août 1922, le cabinet des ministres approuve les Régulations sur la monnaie. La monnaie nationale est alors appelée lats, et la centième partie du lats est nommée santīms. Le rouble letton reste en circulation avec le lats, à raison de 1 lats = 50 roubles lettons. Afin d'encourager une politique monétaire, l'Assemblée constitutionnelle adopte une loi qui crée la Banque de Lettonie le 7 septembre 1922. L'autorisation d'émettre est réservée à cette banque. Le 2 novembre 1922, la Banque de Lettonie émet les premiers billets provisoires : des billets de 500 roubles avec surcharge.
De 1922 à 1940, la Banque de Lettonie émet des billets en lats. Tous les billets sont imprimés au Royaume-Uni de 1924 à 1938 pour respecter des critères minima de sécurité. Le ministère des Finances émet des billets du Trésor public avec des coupures de 5, 10 et 20 lats. Ces billets sont imprimés au sein de la State Securities Printing House. Les auteurs des dessins sont Jūlijs Madernieks, Burkards Dzenis, Vilhelms Krūmiņš, Hermanis Grīnbergs et Rihards Zariņš.
À l’origine, le lats est une monnaie définie en or, à savoir 1 lats = 0,290 322 gramme d’or fin, soit l’équivalent exact du franc français d’avant 1914. Mais la libre-convertibilité des billets devient hypothétique avec l’établissement du contrôle des changes, le 8 octobre 1931.
En 1934, les billets de 50 lats représentaient le Premier ministre letton Kārlis Ulmanis qui instaure un régime autoritaire dès 1936.
Au change de 1934, après la dévaluation Roosevelt (répercutée sur le dollar canadien le 19 juin 1935), ce billet équivaut à 16,33 dollars américains. La Lettonie se résigne tardivement à abandonner l’étalon-or, le 28 septembre 1936. Le lats letton adhère alors au Bloc-Sterling sur la base d’une parité fixe 1 livre sterling = 25,22 Lats. Selon cette parité, ce billet équivaut à 1 livre, 11 shillings, 15 pence 13/16, sa convertibilité en or étant supprimée de facto, puisque la livre sterling ne l'est également plus.

### L'occupation soviétique et nazie
Le 17 juin 1940, la Lettonie est occupée par l’Armée rouge et dès le 5 août est incorporée à l’URSS. Dès le 10 octobre 1940, les pouvoirs de la Banque de Lettonie sont transférés au bureau républicain letton de la Banque d’État de l’URSS. Sur décision du conseil des commissaires de la RSS de Lettonie du 25 novembre 1940, le taux de change officiel est déterminé sur la base  1 lats = 1 rouble. Pendant 4 mois, les deux devises circulent concouramment. Le lats, sans aucun préavis, est retiré de la circulation le 25 mars 1941 et le rouble devient la seule monnaie officielle en Lettonie.
En juin 1941, des troupes allemandes pénètrent en Lettonie : peu après, la Banque de Lettonie reprend ses activités mais n'émet plus de monnaie, en tant que territoire occupé. Les forces d’occupation introduisent le Reichsmark, au taux de 1 Reichsmark = 10 roubles soviétiques (qui continuent de circuler comme moyen de paiement). À la fin de la Seconde Guerre mondiale, la Lettonie est de nouveau incorporée au sein du système bancaire de l’URSS (Gosbank).

### L'indépendance recouvrée peu à peu
En 1987, le bureau républicain letton de la Banque d’État de l’URSS est renommé Banque de la République lettonne de la Banque d’État de l’URSS — mais elle n’obtient pas le droit d’émettre une devise propre.
Le 2 mars 1990, le Conseil suprême de la RSS de Lettonie vote la résolution Sur la Banque de Lettonie. Elle (re)fonde la Banque de Lettonie, comme une banque centrale, pouvant émettre une monnaie nationale. Cependant, ce n'est qu'à la suite de la déclaration d’indépendance du 4 mai 1990, qu'une nouvelle résolution, Sur la Réorganisation des Banques sur le territoire de la République de Lettonie (du 3 septembre 1991) que ce droit d’émission est effectivement reconnu. Les lois lettones Sur les Banques et Sur la Banque de Lettonie renforcent le statut de cette dernière comme banque centrale.
Le 31 juillet 1990, le conseil supérieur de la Banque de Lettonie décide de restaurer la monnaie nationale. Le 4 mai 1992, un rouble letton est réintroduit comme monnaie provisoire avec les coupures suivantes (1, 2, 5, 10, 20, 50, 200 et 500 — artiste Kirils Smelkovs). Le lats, dont les auteurs du design sont Gunārs Lūsis et Jānis Strupulis, n’est réintroduit qu’en 1993.

## Le passage à l'euro
La Lettonie fait partie des dix pays ayant rejoint l’Union européenne le 1er mai 2004. Comme les autres États membres de l’Union européenne qui doivent adopter l’euro, la Lettonie doit d’abord joindre le mécanisme de taux de change européen (MCE II, en anglais, ERM II), durant une période minimale de deux ans. Cela implique de lier le lats à l’euro et non plus aux DTS, l’unité de compte du FMI, comme cela était le cas depuis le début de 1994 (1 XDR = 0,7997 LVL). Le nouveau taux de change a été calculé en appliquant les taux du marché publiés par la Banque centrale européenne à la formule des taux DTS.
À partir du 2 janvier 2005, la Banque de Lettonie a limité, unilatéralement, le taux de change du lats vis-à-vis de l’euro à ±1 % du cours pivot, ce qui est nettement plus restrictif que les ±15 % du MCE II.
Le 29 avril 2005, les autorités lettonnes ont demandé officiellement que le lats rejoigne le mécanisme de taux de change européen ce qui a été accepté par les ministres de la zone euro de l’Union européenne, le président de la Banque centrale européenne et les ministres et gouverneurs de banques centrales concernés (Danemark, Estonie, Lituanie Slovénie et Lettonie), réunis pour l'occasion. Dès le 2 mai 2005, à l’ouverture des marchés financiers, le lats fait donc partie du MCE II. La Banque de Lettonie a déclaré unilatéralement maintenir le précédent taux de fluctuation de 1 % (au lieu des 15 % du MCE II) — ce qui n’engage pas la BCE à intervenir, mais qui en a pris note.
Le taux pivot du lats est confirmé : 1 € = 0,702 804 lats.
2004 : la Banque de Lettonie à l’aide d'artistes continue de travailler sur la maquette des pièces en euros de Lettonie. Dans cette étude, les résultats d’une compétition libre d’idées, organisée au premier semestre 2004 ainsi que les données de base des pièces et les considérations techniques de la frappe sont étudiées.
L’opinion publique a déterminé, lors de cette compétition d’idées libre, ce qu’elle souhaite voir sur le revers des pièces nationales. Trois motifs se sont imposés, le Monument de la Liberté, une vierge lettone déjà illustrée sur la pièce de 5 lats avant la Seconde Guerre mondiale et les armoiries de la République de Lettonie. Ces trois motifs sont des symboles patriotiques lettons et représentent l’amour et le combat pour la liberté et la fierté nationales. En 2008, le projet pour la face nationale de 2 € a dû être modifié. Le Monument de la Liberté a été abandonné au profit de l’effigie d’une vierge lettone, déjà choisie pour la pièce de 1 €.
La Banque de Lettonie sera capable de frapper des pièces en euros uniquement après avoir reçu les assurances des institutions européennes sur l’état d'avancement de la Lettonie en matière d’union économique et monétaire. Elle prévoit de pouvoir rejoindre la zone euro en 2011 ou 2013, après avoir raté son entrée en 2007. Cette adhésion fut par la suite repoussée au 1er janvier 2014, à la suite de la loi de la Saeima en date du 31 janvier 2013.

## Les billets de banque lettons

### Première série * 1919-1922 - roubles de Lettonie
- Le 22 mars 1919, le gouvernement provisoire de Lettonie autorise le ministre des Finances à émettre les premiers billets du Trésor. Ils sont dénommés roubles et kopecks de Lettonie. D’avril 1919 à septembre 1922, ces billets furent émis en coupures de 1, 5, 10, 25, 50, 100 et 500 roubles et en coupures de 5, 10, 25 et 50 kopecks. Les auteurs des dessins sont des artistes lettons : Jūlijs Madernieks, Burkards Dzenis, Vilhelms Krūmiņš, Hermanis Grīnbergs et Rihards Zariņš.

### Deuxième série *1922-1940
- De 1922 à 1940, la Banque de Lettonie émet des billets de 10, 20, 25, 50, 100 et 500 lats. En 1923, ce sont les premiers billets de 100 lats. Le dessin de ce billet est dû aux artistes Rihards Zariņš et Kārlis Krauze. Tous les billets sont imprimés au Royaume-Uni de 1924 à 1938 pour respecter des critères minima de sécurité, du coup, ils sont dessinés par des artistes britanniques à la seule exception du billet de 100 lats de 1939, dessiné par Jānis Šternbergs et Kārlis Krauze.

### Troisième série * 1992-2013
- Imants Žodžiks et Valdis Ošiņš sont les auteurs des dessins des billets de 5, 10, 20, 50, 100 et 500 lats.

| Série 1992-2003 | Série 1992-2003 | Série 1992-2003 | Série 1992-2003    | Série 1992-2003                    | Série 1992-2003                                   |
| Image           | Image           | Valeur          | Couleur principale | Description                        | Description                                       |
| Avers           | Revers          | Valeur          | Couleur principale | Avers                              | Revers                                            |
| --------------- | --------------- | --------------- | ------------------ | ---------------------------------- | ------------------------------------------------- |
|                 |                 | 5 lati          | Vert               | Chêne                              | Sculpture sur bois d'un soleil sur une quenouille |
|                 |                 | 10 latu         | Violet             | Fleuve Daugava                     | Broche lettone (sakta)                            |
|                 |                 | 20 latu         | Marron             | Maison traditionnelle              | Lin tissé                                         |
|                 |                 | 50 latu         | Bleu               | Voilier                            | Clés (sceau historique de Riga)                   |
|                 |                 | 100 latu        | Rouge              | Krišjānis Barons                   | Ceinture de Lielvārde (Lielvārdes josta)          |
|                 |                 | 500 latu        | Gris               | Milda, l'allégorie de la Lettonie. | Couronnes ornementales en laiton                  |